# Syneora tephroleuca
Syneora tephroleuca är en fjärilsart som beskrevs av Turner 1917. Syneora tephroleuca ingår i släktet Syneora och familjen mätare. Inga underarter finns listade i Catalogue of Life.